# Коктюбей
Коктюбей — село (ранее станица) в Тарумовском районе Дагестана. Образует сельское поселение село Коктюбей как единственный населённый пункт в его составе.

## Географическое положение
Расположено в 34 км к северо-востоку от районного центра села Тарумовка.

## История
Точной даты образования села не известно. Историки расходятся даже в веке, называются XVI и XVIII века. Название дано по кургану, возвышающемуся за селом. Коктюбей - тюркское название и переводится как «голубой курган».
Село образовалось как рыбный промысел на реке Таловка. До сих пор основной отраслью хозяйства местных жителей является рыболовство.

## Население
| 1889 | 1914 | 1926 | 1959  | 1970 | 1989 | 2002 |
| ---- | ---- | ---- | ----- | ---- | ---- | ---- |
| 394  | ↗871 | ↘736 | ↗1129 | ↘918 | ↘666 | ↗732 |
| 2010 | 2012 | 2013 | 2014  | 2015 | 2016 | 2017 |
| ↘665 | ↘644 | ↘619 | ↘605  | ↘595 | ↘583 | ↘565 |
| 2018 | 2019 | 2020 | 2021  | 2023 | 2024 | 2025 |
| ↘543 | ↘530 | ↘525 | ↗542  | ↘536 | ↗538 | ↗546 |

Национальный состав
По данным Всесоюзной переписи населения 1926 года:
| № | Национальность | Численность, чел. | Доля  |
| - | -------------- | ----------------- | ----- |
| 1 | русские        | 736               | 100 % |

По результатам Всероссийской переписи населения 2010 года:
| № | Национальность | Численность, чел. | Доля   |
| - | -------------- | ----------------- | ------ |
| 1 | русские        | 599               | 90,0 % |
| 2 | даргинцы       | 33                | 5,0 %  |
| 3 | аварцы         | 11                | 1,7 %  |
| 4 | другие         | 22                | 3,3 %  |

## Хозяйство
Каракольский рыбокомбинат.

## Русская православная церковь
В селе в 2005 году вновь построен православный храм — церковь Петра и Павла.